# Ålsjön (Vånga socken, Östergötland)
Ålsjön är en sjö i Norrköpings kommun i Östergötland och ingår i Motala ströms huvudavrinningsområde. Sjön är 3,2 meter djup, har en yta på 0,066 kvadratkilometer och befinner sig 63 meter över havet.